# 戦友 (軍歌)
「戦友」（せんゆう）は、1905年（明治38年）に日本で作られた軍歌である。真下飛泉作詞、三善和気作曲。

## 概要・エピソード
全14番の詞から成り立っており、舞台は日露戦争時の遼東半島における戦闘である。関西の児童たちの家庭から女学生の間で流行。やがて演歌師によって全国に普及した。歌詞中の「軍律厳しき中なれど」が実際に軍法違反で、「硝煙渦巻く中なれど」と改められたことがある。
昭和の初期、京都市東山区の良正院の寺門の前に、『肉弾』の作者桜井忠温大佐が「ここは御国を何百里・・・」との一節を記した石碑が建てられた。支那事変が起きた際に、哀愁に満ちた歌詞、郷愁をさそうメロディーなどから「この軍歌は厭戦的である」として人々が歌うことが禁じられ、陸軍も将兵がこの歌を歌う事を禁止した。また軍部に便乗した人々から「この石碑を取り払うべし」との意見が出て物議を醸した。これは沙汰止みとなり、石碑自体は健在である。
太平洋戦争中「戦友」は禁歌だったが、下士官・古参兵は「今回で戦友を歌うのをやめる、最後の別れに唱和を行う。」と度々行い、それを士官・上官によって黙認された場合もあり、兵隊ソングとして認知されていた。
戦後連合国軍最高司令官総司令部は一切の軍歌を禁止していたが、一兵卒の悲劇を歌うこの歌は国民から愛され続けた。

## 歌詞
1. ここはお國を何百里
離れてとほき滿洲の
赤い夕日にてらされて
友は野末の石の下
2. 思へばかなし昨日まで
眞先かけて突進し
敵を散々懲らしたる
勇士はここに眠れるか
3. ああ戰ひの最中に
隣にをった此友の
俄かにハタと倒れしを
我はおもはず駈け寄って
4. 軍律きびしい中なれど
これが見すてて置かれうか
『しっかりせよ』と抱き起し
假繃帶も彈丸の中
5. 折から起る突貫に
友はやう〳〵顏上げて
『お國のためだかまはずに
おくれてくれな』と目に淚
6. 後に心は殘れども
殘しちゃならぬ此からだ
『それぢゃ行よ』と別れたが
ながの別れとなったのか
7. 戰すんで日が暮れて
さがしにもどる心では
どうぞ生きってゐてくれよ
物なと言へと願うたに
8. 空しく冷えて魂は
故鄕へ歸ったポケットに
時計ばかりがコチ〳〵と
動いてゐるもなさけなや
9. 思へば去年船出して
お國が見えずなった時
玄界灘に手を握り
名をなのったが始めにて
10. それより後は一本の
煙草も二人わけてのみ
ついた手紙も見せ合ふて
身の上ばなしくりかへし
11. 肩をだいては口ぐせに
どうせ命は無いものよ
死んだら骨を賴むぞと
言ひかはしたる二人中
12. 思ひも寄らぬ我一人
不思議に命ながらへて
赤い夕日の滿洲に
友の塚穴掘らうとは
13. くまなくはれた月今宵
心しみ〴〵筆とって
友の最後をこま〴〵と
親御へ送る此手紙
14. 筆の運びはつたないが
行燈のかげで親逹の
讀まるる心おもひやり
思はずおとす一雫

## 口語訳
ここは故郷を遠く数百里離れた満州。ここに戦友は眠っている。少し前まで最前線で戦っていたものがここに眠っている。
そう、戦いのさなか、私の隣で友は撃たれ倒れた。私はすぐに抱き起こし、「しっかりしろ！」と声をかけた。軍法では許されないのかもしれないが、とても放っては置けず弾丸飛び交う中で手当をしてやった。しかし折しも“突撃”の声。友は「お国のためだ、行け。俺に構うな」という。やむを得ず放置したのだが、それが今生の別れとなってしまった。戦いが終わった夕方に、せめて生きていてくれと探しに戻ったのだが、友は既に冷たくなり、魂は国へと帰っていた。友は死んでもそのポケットの中の時計はコチコチと動いており、その音が虚しい。
思えば日本を離れ、玄界灘（をはしる輸送船の中）で互いに名乗り合った日から、煙草も分け合い、手紙も見せ合い、互いのことはいろいろ知り合い、いずれ死んだときは骨を拾ってくれと言い合った仲でもある。だが、不思議に自分だけが死なず、友の墓穴を掘ることになるとは。
この月夜、行灯の明かりを頼りに、君の最期について親族に細々と説明の手紙を書くにつけ、この書状を読むであろうご遺族の思いを想像してつらい気持ちである。

## 軍歌「戦友」を描いた作品
- 井伏鱒二「軍歌『戦友』」1976年7月「新潮」、所収『井伏鱒二全集』第26巻103～111頁、1998年、筑摩書房。
  - 参考文献：野寄勉「「それを言う代り」の文字―井伏鱒二『軍歌「戦友」』」1996年12月「芸術至上主義文芸」芸術至上主義文芸研究会 ISSN 0287-6213
- 『戦友』製作:NET、東映テレビプロ(テレビドラマ、1963年)